# إيرل كينغ
إيرل كينغ (بالإنجليزية: Earl King) هو ملحن ومغن مؤلف وكاتب أغاني وموسيقي أمريكي، ولد في 7 فبراير 1934 في نيو أورلينز في الولايات المتحدة، وتوفي بنفس المكان في 17 أبريل 2003 بسبب السكري.

## وصلات خارجية
- إيرل كينغ على موقع IMDb (الإنجليزية)
- إيرل كينغ على موقع ميوزك برينز (الإنجليزية)
- إيرل كينغ على موقع قاعدة بيانات برودواي على الإنترنت (الإنجليزية)
- إيرل كينغ على موقع أول ميوزيك (الإنجليزية)
- إيرل كينغ على موقع ديسكوغز (الإنجليزية)